# Caumont-sur-Durance
Caumont-sur-Durance – miejscowość i gmina we Francji, w regionie Prowansja-Alpy-Lazurowe Wybrzeże, w departamencie Vaucluse.
Według danych na rok 1990 gminę zamieszkiwało 3717 osób, a gęstość zaludnienia wynosiła 204 osoby/km² (wśród 963 gmin regionu Prowansja-Alpy-W. Lazurowe Caumont-sur-Durance plasuje się na 166. miejscu pod względem liczby ludności, natomiast pod względem powierzchni na miejscu 531.).

## Współpraca
- Saltara, Włochy